# 虞国 (东汉)
虞国，会稽余姚（今宁波余姚）人。东汉末年政治人物，为日南郡太守。

## 生平
年少时很孝顺。后来担任南疆重臣日南太守（日南今位于越南中部，是东汉最南的三郡之一）。治理以德化见著。当时常有两只大雁栖居在虞国的厅堂上。虞国每次因公务出行，双雁便起飞追逐虞国的配车。
虞国后来因操劳过度逝世在任上，遗体被送往家乡安葬。两只大雁竟追逐送葬的队伍到了余姚，栖息在虞国的墓上不肯离去。
著名的典故“双雁送归”，或“双雁送车”即由此而来。

## 相关记载
- “虞国少有孝行，后为日南太守，以化治称，常有双雁宿止厅事，每出行县，辄飞逐车。国卒于官，雁逐丧至姚，棲墓上不去。至今呼其地曰双雁。国有从曾孙歆，亦守日南，称小虞。”——《嘉靖志》载，光绪《余姚县志》引

- “虞国少有孝行。为日南太守，常有双雁宿止厅上。每出行县，辄飞逐车。既卒于官，雁逐丧还。至余姚，住墓前，历三年乃去。”——虞预（约285年—340年）《会稽典录》
- “虞国为日南太守，有惠政，出则双雁随车。及远会稽，雁亦随焉。其卒也，犹栖於墓不去。”——孔晔（？—465年）《会稽记》
- “虞国，余姚人。汉末为日南太守，有惠政，行部每双雁随轩。及还余姚，雁亦随归。国卒，雁栖墓侧不去。”——《百越先贤志》卷4